# Zona de ocupación británica
La Zona de ocupación británica de Alemania (en inglés: British Zone of Occupation in Germany; en alemán: Britische Besatzungszone) fue una de las cuatro zonas de ocupación en que las fuerzas aliadas victoriosas dividieron Alemania después del fin de la Segunda Guerra Mundial en Europa (1945).

## Organización administrativa
En la zona de ocupación el régimen militar británico realizó una reorganización administrativa y territorial entre 1945 y 1946: fueron creados los estados federados (Länder) de Baja Sajonia, Renania del Norte-Westfalia, Schleswig-Holstein y Hamburgo. En agosto de 1946 fue creado el efímero Estado de Hannover, que no tardó en desaparecer al ser creado el estado federado de Baja Sajonia.
Berlín, que se encontraba dentro de la zona de ocupación soviética, se dividió en 4 zonas de ocupación: a los británicos les correspondían los distritos de Charlottenburg, Tiergarten, Wilmersdorf y Spandau.
A partir del 1 de enero de 1947 las zonas de ocupación británica y estadounidense pasaron a formar la denominada "Bizona", una unión económica (aunque la administración y las estructuras militares se mantuvieron). A partir de 1948 se les unió la zona de ocupación francesa, con lo que se denominó "Trizona". Finalmente, el 23 de mayo de 1949 pasaron a formar parte de la recién constituida República Federal de Alemania (RFA), aunque la ocupación militar no finalizó hasta 1955. Las zonas de ocupación en Berlín pasaron a constituir el Berlín Oeste, como un enclave situado dentro del territorio de la República Democrática Alemana (RDA).

## Ferrocarriles
La antigua compañía estatal Deutsche Reichsbahn (DRB) continuó operando los servicios ferroviarios en las cuatro zonas divididas. La oficinas centrales de la compañía (Reichsbahn-Zentralämter, RZA) estaban situadas en Berlín, pero estas habían resultado destruidas por los bombardeos aliados durante el último año de la guerra mundial. Por esta razón, la RZA se trasladó a Gotinga, situada al sur de la zona de ocupación británica. Al final de la ocupación, en las zonas occidentales los ferrocarriles pasaron a control de la Deutsche Bundesbahn (DB) y en 1950 la sede central de la nueva compañía se trasladó a Minden.

## Gobernadores y comisionados
Gobernadores militares

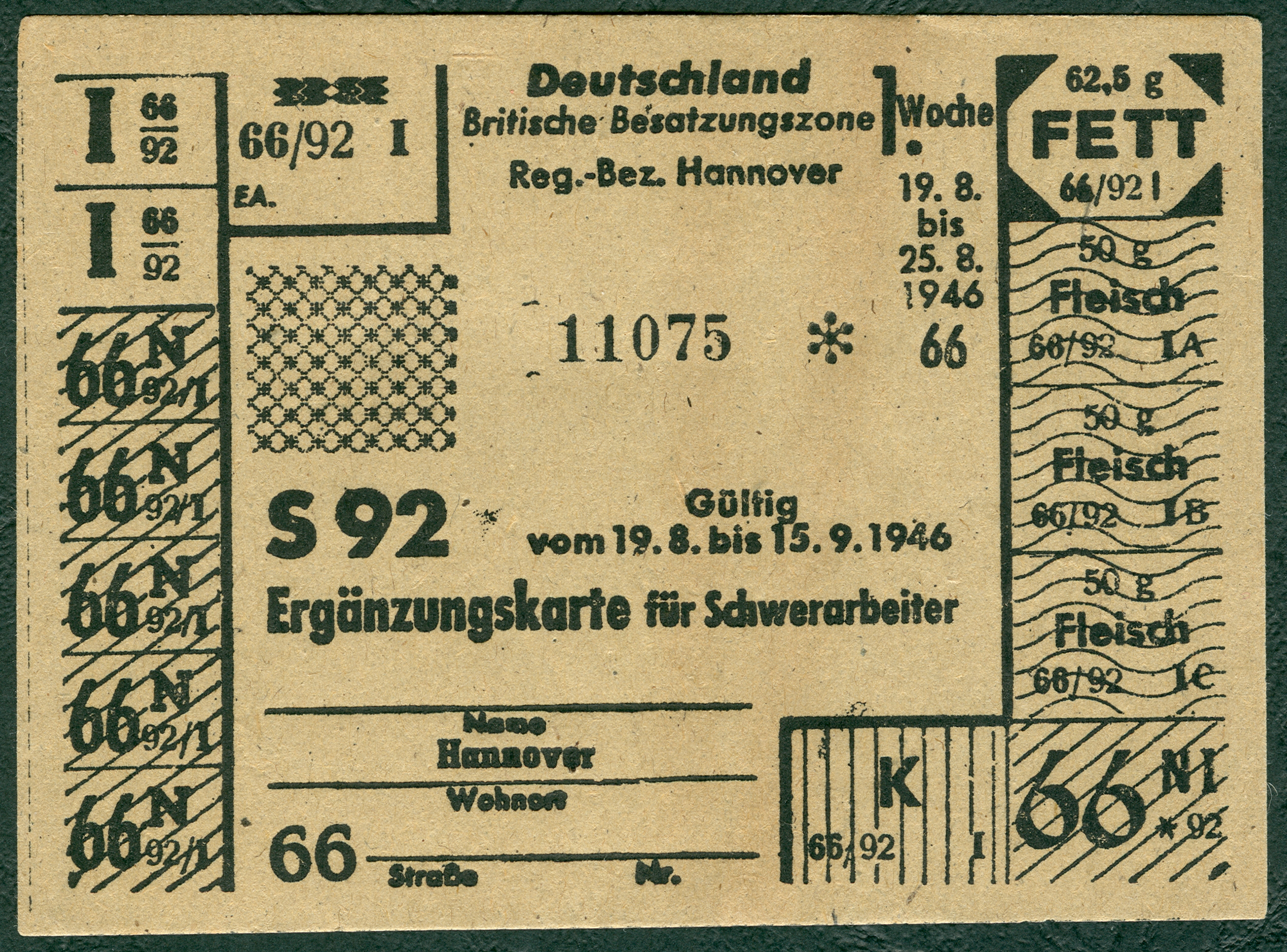
Cartilla de racionamiento de la zona de ocupación británica.

- Bernard Law Montgomery: 22 de mayo de 1945 - 30 de abril de 1946
- William Sholto Douglas: 1 de mayo de 1946 - 31 de octubre de 1947
- Brian Hubert Robertson: 1 de noviembre de 1947 - 21 de septiembre de 1949

Altos comisionados
- Brian Hubert Robertson: 21 de septiembre de 1949 - 24 de junio de 1950
- Ivone Kirkpatrick: 24 de junio de 1950 - 29 de septiembre de 1953
- Frederick Hoyer Millar: 29 de septiembre de 1953 - 5 de mayo de 1955